# Чон Хэ Вон
Чон Хэ Вон (кор. 정해원; 1 июля 1959, Республика Корея — 1 мая 2020, Коян, Кёнгидо) — южнокорейский футболист, выступавший на позиции нападающего. На протяжении всей карьеры играл за «Пусан Ай Парк».

## Карьера игрока

### Клубная карьера
Чон начал свою карьеру в 1978 году в команде Университета Ёнсе. В 1983 году он присоединился к клубу «Дэу Ройялс» (ныне «Пусан Ай Парк»). В том же году он стал вице-чемпионом Южной Кореи, а в следующем году выиграл чемпионат. В 1986 году он с клубом выиграл Лигу чемпионов АФК, в финале после экстра-таймов был побеждён саудовский «Аль-Ахли Джидда» со счётом 3:1. Кроме того, в том же году Чон стал лучшим бомбардиром чемпионата с десятью голами. В 1987 году Чон был признан самым ценным игроком К-лиги. В том же году он снова выиграл чемпионат, а в 1991 году повторил этот успех, после чего и закончил свою карьеру.

### Карьера в сборной
В сборной Южной Кореи Чон дебютировал в 1980 году. 25 августа он забил свой первый гол в ворота Индонезии (3:0) в рамках Президентского кубка. В том же году он дошёл до финала Кубка Азии, где команда уступила Кувейту со счётом 3:0. В Кубке Азии 1988 года его сборная снова проиграла в финале, на этот раз Саудовской Аравии по пенальти со счётом 3:4. В 1988 году он также принял участие в летних Олимпийских играх. В 1990 году Чон со сборной отправился на чемпионат мира, где сыграл в матчах против Испании (1:3) и Уругвая (0:1). Южная Корея вылетела с турнира после группового этапа. В общей сложности в 1980—1990 годах Чон сыграл за Южную Корею 58 матчей и забил 21 гол.

## Карьера тренера
В 1994 году Чон возглавил на один сезон свой бывший клуб «Пусан Ай Парк», в том году команда заняла шестое место в чемпионате. В 1999 году Чон вошёл в тренерский штаб «Чоннам Дрэгонз», а в 2003—2005 годах руководил собственной футбольной академией. Его последним местом трудоустройства был «Инчхон Юнайтед», где в 2008 году Чон работал скаутом.